# George Clooney
George Timothy Clooney (Lexington, Kentucky, 1961. május 6. –) kétszeres Oscar-díjas és háromszoros Golden Globe-díjas amerikai színész, rendező, producer és forgatókönyvíró. Az ENSZ békenagykövete.

## Élete
Kentucky államban született. Édesanyja, Nina Bruce (született Warren, 1939), szépségkirálynő volt és a városi tanácsnál dolgozott. Apja Nick Clooney (1934), a helyi televíziós társaságnál talkshow-műsorvezető volt. Egy nővére van, név szerint Adelia (más néven Ada). Clooney ír, német és angol származású. 5 évesen már apja kamerája elé állt. Érettségi után beiratkozott az Észak-Kentucky Egyetemre. Nagybátyja, José Ferrer egy lóverseny témájú filmet forgatott, és George is kapott egy kis szerepet benne. George a színészi pálya kedvéért otthagyta az egyetemet. 1982-ben egész nyáron dohányt vágott és női cipőket árult, majd elindult Hollywoodban élő nagynénjéhez. George elkezdett castingokra járni, az első sikeres próbafelvétel következtében szerepelt egy hirdetésben, amelyben egy hatos csomagolású sört cipelt a hóna alatt. Clooney beiratkozott Milton Katselas kurzusára a The Beverly Hills Playhouse-ban, s az egyik előadáson felfigyelt rá egy ügynök. Első játékfilmszerepe a Grizzly II: The Predator című film volt, amit Budapesten forgatott és ami nem került bemutatásra. Azt követte a Return of the Killer Tomatoes című film. Játszott a Roseanne-szériában és különféle tucatnyi tévésorozatban 10 éven keresztül. A Vészhelyzetben (ER) dr. Doug Ross szerepét kapta meg. Hamar a nézők kedvence lett. Két Emmy-, és három Golden Globe-díjra is nevezték. Clooney öt szezonon át játszotta a sármos orvost 1994 és 1999 között, 2009-ben egy epizód erejéig visszatért a sorozat utolsó évadában. Quentin Tarantino az Alkonyattól pirkadatig című mozijába hívta: alakítását az MTV Movie Awardjával jutalmazták. Majd az NBC népszerű sorozatában, a Jóbarátokban is felbukkant Noah Wyle társaságában. Mindketten a Vészhelyzetes karakterüket alakították, akik randiznak Monicával és Rachellel. 1996-ban Michelle Pfeifferrel szerepelt a Szép kis napban. Aztán Mimi Leder, a Vészhelyzet-sorozat egyik rendezője kérte fel a The Peacemaker főszerepére: Clooney ezredest alakított, aki egy ellopott atomrakétafejet kutat fel. Utána következett Batman jelmeze a Batman és Robinban, s ezért neki ítélték a legrosszabb párosnak járó Arany Málna díjat.
Következő filmjei a Mint a kámfor és a Sivatagi cápák voltak. Utóbbiban Mark Wahlberg lett a partnere, akivel aztán a Wolfgang Petersen rendezte Viharzónában ismét együtt játszott. Az Ó, testvér, merre visz az utad című film a Cannes-i Nemzetközi Filmfesztiválra is eljutott. A Coen testvérek vígjátéka három szökött rabról szól, s részben Homérosz Odüsszeiáján alapul.

### Magánélete
1987-1989 között együtt élt Kelly Prestonnal. 1989-ben megnősült, a felesége Talia Balsam színésznő volt, de három évvel később elváltak. Randevúzott Denise Crosby, Brooke Langton színésznőkkel és Lisa Snowdon modellel. Egyszer nyilvánosan kijelentette, hogy többé nem nősül meg és nem akar gyerekeket. Steven Soderbergh-gel 2000-ben a Warner Brothersen belül megalakították a Section Eight nevű produkciós irodát, amelynek székhelye George egyik háza. Nyaranta Olaszországban a Comói-tó melletti házában él. 2014-ben feleségül vette a brit-libanoni származású ügyvédnőt, Amal Alamuddint, aki 2017. június 6-án ikreket szült, nevük: Ella és Alexander.

### Világsiker
Clooney egyik legnagyobb sikerét az Ocean’s Eleven – Tripla vagy semmi című filmjével érte el, amely egy 1960-as mozi remake-je parádés szereposztással. Steven Soderbergh rendező az első szerepet neki osztotta ki, s aztán összegyűjtötte a sztárcsapatot – Brad Pitt, Andy García, Matt Damon és Julia Roberts. Mindenki a megszokott gázsijának töredékéért vállalta el a szerepet. Soderbergh következő produkciója, a Solaris remake-je főszerepére is őt bízta meg. A Coen testvérek filmjében eljátszott egy ügyvédet a Kegyetlen bánásmód című romantikus vígjátékban, majd elkészítette az Ocean’s Twelve – Eggyel nő a tét című filmet szintén a sztárcsapattal, amihez Catherine Zeta-Jones is csatlakozott. Következő szerepe a Sziriána volt, amiben egy sokat próbált CIA-ügynököt játszott. A szerep kedvéért több mint 15 kilót hízott egy hónap alatt, szakállat növesztett és megritkíttatta a haját. A forgatáson porckorongsérülést szenvedett. Alakítását a legjobb férfi mellékszereplőnek járó Golden Globe-díjjal és Oscar-díjjal jutalmazták.

### Rendezőként
Az Egy veszedelmes elme vallomásai Charlie Kaufman forgatókönyvéből készült, Sam Rockwell alakítja a főszerepet. Clooney, Matt Damon és Brad Pitt is vállalt egy kis szerepet filmjében. A mozit a Berlini Nemzetközi Filmfesztiválon Arany Medve díjra jelölték.
Grant Heslovval, a film producerével és társ-forgatókönyvírójával együtt döntöttek úgy, hogy Murrow alakja az 1950-es évekbe helyezett játékfilmben fog érvényesülni a leghatásosabban. A filmnek a Jó estét, jó szerencsét! címet adták. A két alkotó a McCarthy szenátor kommunista üldözésének idejére, kettejük televíziós csatáira koncentrál. Clooney szerint: – „Ez az esemény és ez az időszak igazi szenvedélyem, hiszen azon ritka pillanatok egyike, amikor a televíziós újságírás valóban megváltoztatta a világot és az emberek gondolkodásmódját. McCarthy érinthetetlen volt mindaddig, amíg Murrow meg nem jelent a képben. Ezekben a pillanatokban az embernek valóban bátornak kellett lennie.” Clooney Fred Friendly producert játszotta, aki a tévés hírszerkesztővel, Edward R. Murrow-val egy napi híreket közlő műsort is irányít. A fekete-fehér film óriási sikert aratott, a Velencei Nemzetközi Filmfesztiválon 2005-ben megkapta a FIPRESCI és az Arany Osella-díjat, az Európai Filmakadémia a legjobb nem európai filmnek szavazta meg, a legjobb rendező és a legjobb forgatókönyvíró kategóriában Golden Globe-ra jelölték, ráadásul a film hat Oscar-nominálást kapott.

### A béke nagykövete
Clooney már évek óta részt vesz Afrikába irányuló humanitárius missziókban. 2006 áprilisában édesapjával, az újságíró Nick Clooney-val öt napra a nyugat-szudáni Dárfúrba utazott, hogy személyesen tájékozódjon az ottani humanitárius krízisről. Tapasztalatairól szeptemberben szenvedélyes beszédben számolt be az ENSZ Biztonsági Tanácsának. Ebben a tanács tagjait emlékeztette, hogy évek óta népirtás zajlik „az Önök szeme előtt”, és az ő felelősségük lesz, ha nem sikerül véget vetni a katasztrófának. Clooney Dél-Szudán függetlensége mellett is aktívan kampányolt.
Aktivistaként a Not On Our Watch szervezettel az emberirtások és tömeges áttelepítések ellen lép fel. Dokumentumfilmet készített Darfúr most címmel, amit 2007-ben a Torontói Nemzetközi Filmfesztiválon mutattak be. Kitartó ismeretterjesztő munkáját – „harcostársával” és a film narrátorával, Don Cheadle-lel közösen – a Nobel-díjasok kitüntetéssel ismerték el 8. csúcstalálkozójukon. A Békecsúcs díját Mihail Gorbacsovtól, a Szovjetunió volt elnökétől vehette át.
2008 januárjában Pan Gimun ENSZ főtitkár arra kérte fel a 46 éves, Oscar-díjas hollywoodi filmsztárt, hogy segítse a világszervezet nemzetközi békemisszióit. A békenagyköveteket a művészetek, a kultúra, a tudományok és a sport kiválóságai közül választják ki azért, hogy világszerte támogatókat szerezzenek az ENSZ-nek.

## Válogatott filmográfia

### Szereplései
- 1986 - Ketten a hadsereg ellen (Combat Academy)
- 1988–1991 – Roseanne (sorozat)
- 1988 – A gyilkos paradicsomok
- 1992 – Örökké fiatalon
- 1992–1993 – Bűnvadászok (sorozat)
- 1994–2009 – Vészhelyzet (sorozat)
- 1996 – Alkonyattól pirkadatig
- 1996 – Szép kis nap!
- 1997 – Batman és Robin
- 1997 – Peacemaker
- 1998 – Az őrület határán
- 1998 – Mint a kámfor
- 1999 – Sivatagi cápák
- 1999 – South Park – Nagyobb, hosszabb és vágatlan (szinkronhang)
- 2000 – Viharzóna
- 2000 – Ó, testvér, merre visz az utad?
- 2001 – Ocean’s Eleven – Tripla vagy semmi
- 2001 – Kémkölykök
- 2002 – Egy veszedelmes elme vallomásai
- 2002 – Solaris
- 2002 – Széftörők
- 2003 – Kémkölykök 3-D – Game Over
- 2003 – Kegyetlen bánásmód
- 2004 – Ocean’s Twelve – Eggyel nő a tét
- 2005 – Jó estét, jó szerencsét!
- 2005 – Sziriána
- 2006 – A jó német
- 2007 – Michael Clayton
- 2007 – Ocean’s Thirteen – A játszma folytatódik
- 2008 – Bőrfejek
- 2008 – Égető bizonyíték
- 2009 – A fantasztikus Róka úr
- 2009 – Kecskebűvölők
- 2009 – Egek ura
- 2010 – Az amerikai
- 2011 – A hatalom árnyékában
- 2011 – Utódok
- 2013 – Gravitáció
- 2014 – Műkincsvadászok
- 2015 – Holnapolisz
- 2016 – Ave, Cézár!
- 2016 – Pénzes cápa
- 2019 – A 22-es csapdája (sorozat)
- 2020 – Az éjféli égbolt
- 2022 - Beugró a Paradicsomba

### Filmrendezései
- 2002 – Egy veszedelmes elme vallomásai
- 2005 – Jó estét, jó szerencsét!
- 2008 – Bőrfejek
- 2011 – A hatalom árnyékában
- 2014 – Műkincsvadászok
- 2017 – Suburbicon – Tiszta udvar, rendes ház
- 2020 – Az éjféli égbolt

## Díjai és jelölései

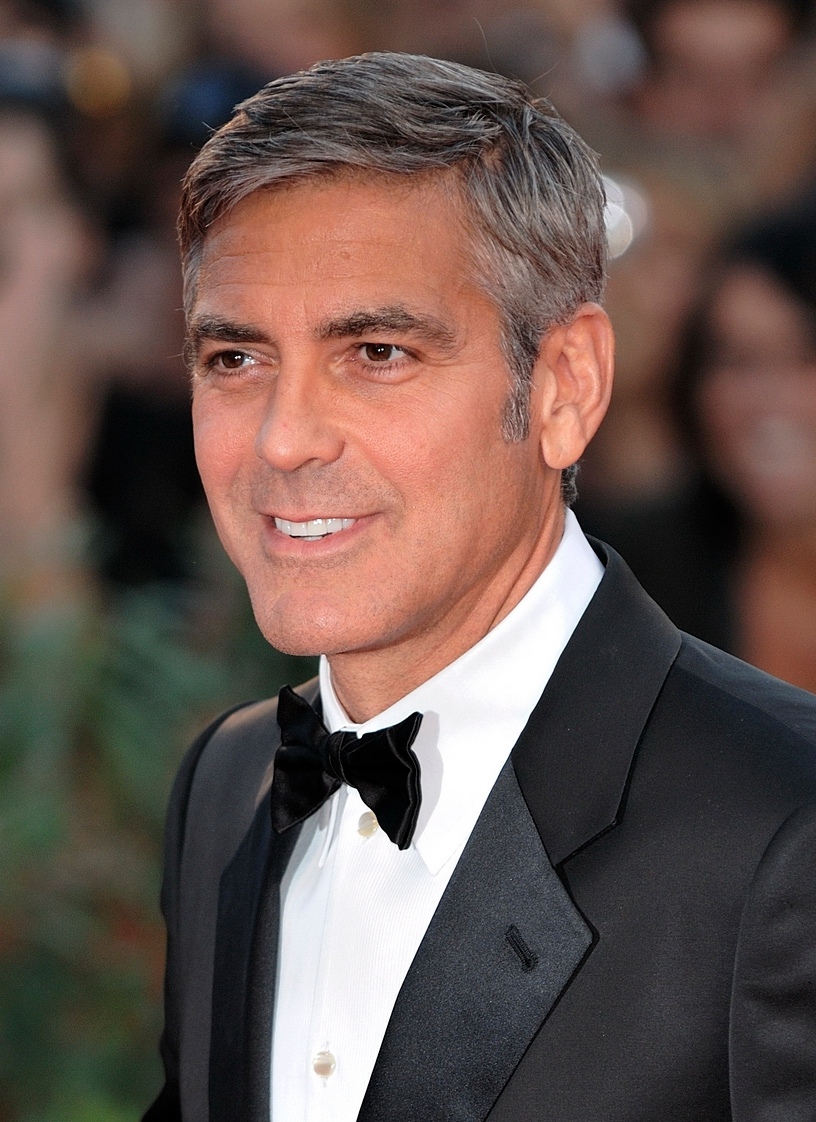
A 2009-es Velencei filmfesztiválon

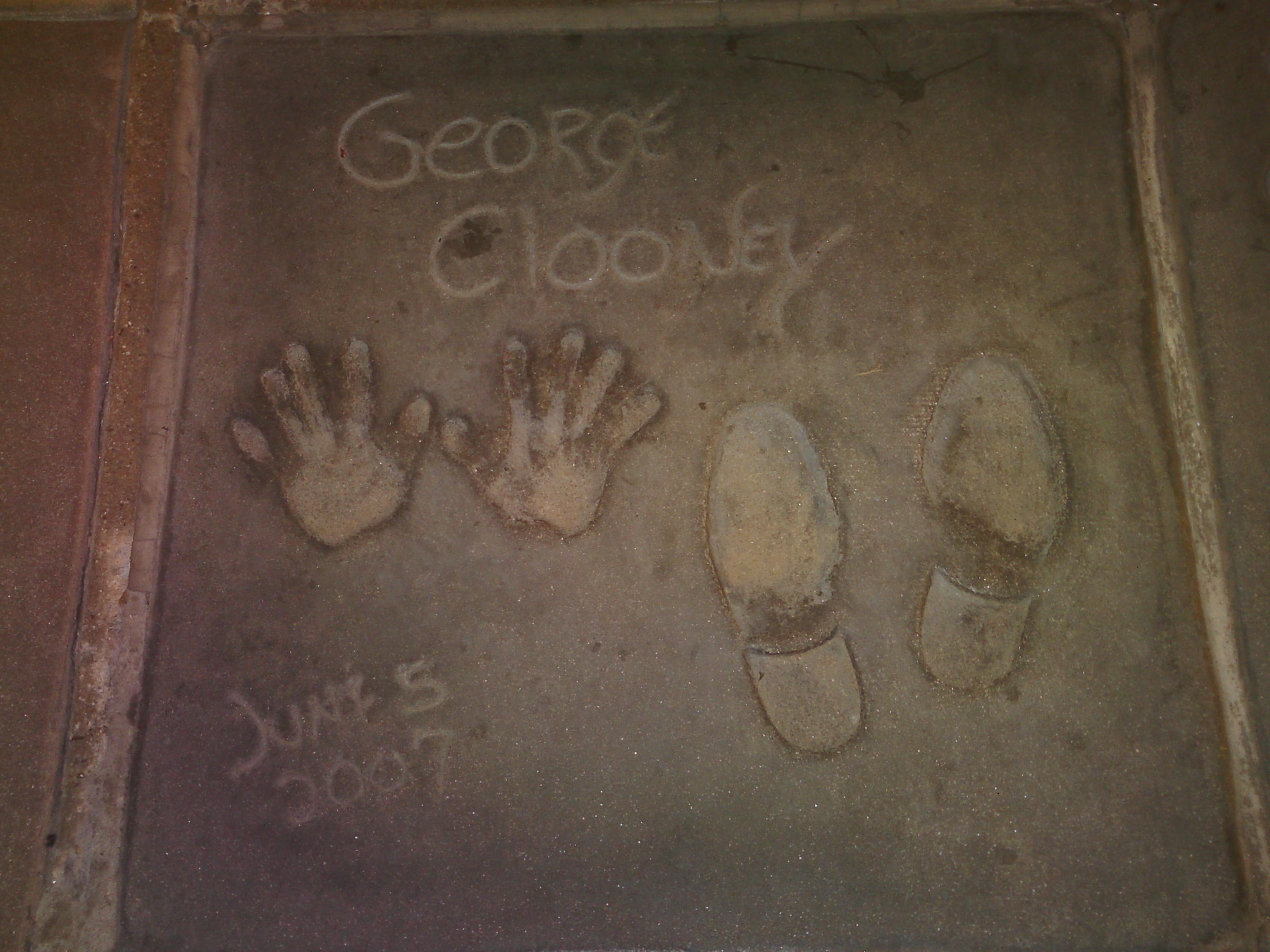
Kéz- és láblenyomata a Hollywood Walk of Fame-en

- 1995 – Emmy-jelölés – a legjobb színész dráma sorozatban (Vészhelyzet)
- 1996 – Emmy-jelölés – a legjobb színész dráma sorozatban (Vészhelyzet)
- 1996 – Golden Globe-jelölés – a legjobb színész dráma tv-sorozatban (Vészhelyzet)
- 1997 – Golden Globe-jelölés – a legjobb színész dráma tv-sorozatban (Vészhelyzet)
- 1998 – Arany Málna-jelölés – a legrosszabb páros (Batman és Robin)
- 1998 – Golden Globe-jelölés – a legjobb színész dráma tv-sorozatban (Vészhelyzet)
- 2001 – Golden Globe-díj – a legjobb vígjáték vagy musical színész (Ó, testvér, merre visz utad?)
- 2002 – MTV Movie Awards jelölés – a legjobb filmes csapat (Ocean's Eleven – Tripla vagy semmi)
- 2003 – Berlini Nemzetközi Filmfesztivál Arany Medve jelölés (Egy veszedelmes elme vallomásai)
- 2005 – Európai Filmakadémia – a legjobb nem európai film (Jó estét, jó szerencsét!)
- 2005 – Velencei Filmfesztivál Arany Oroszlán díj jelölés (Jó estét, jó szerencsét!)
- 2005 – Velencei Filmfesztivál Arany Osella-díj (Jó estét, jó szerencsét!)
- 2005 – Velencei Filmfesztivál FIPRESCI-díj (Jó estét, jó szerencsét!)
- 2006 – BAFTA-jelölés – a legjobb férfi mellékszereplő (Jó estét, jó szerencsét!)
- 2006 – BAFTA-jelölés – a legjobb férfi mellékszereplő (Sziriána)
- 2006 – Golden Globe-díj – a legjobb férfi epizódszereplő (Sziriána)
- 2006 – Golden Globe-jelölés – a legjobb forgatókönyv (Good Night, and Good Luck)
- 2006 – Golden Globe-jelölés – a legjobb rendező (Good Night, and Good Luck)
- 2006 – Oscar-díj – a legjobb férfi epizódszereplő (Sziriana)
- 2006 – Oscar-jelölés – a legjobb eredeti forgatókönyv (Good Night, and Good Luck)
- 2006 – Oscar-jelölés – a legjobb rendező (Good Night, and Good Luck)
- 2008 – BAFTA-jelölés – a legjobb férfi főszereplő (Michael Clayton)
- 2008 – Golden Globe-jelölés – a legjobb drámai színész (Michael Clayton)
- 2008 – Oscar-jelölés – a legjobb színész (Michael Clayton)
- 2010 – BAFTA-jelölés – a legjobb férfi főszereplő – (Egek ura)
- 2015 – Cecil B. DeMille-életműdíj